# Julian Lembke
Julian Paul Hendrik Lembke (* 13. Mai 1985 in Hannover) ist ein deutscher Komponist, Musiktheoretiker, Schlagzeuger und Pianist.

## Leben
Julian Lembke ist Sohn der Schauspieler Klaus Lembke und Ortrud Groß-Lembke. Mehrere Umzüge führten ihn früh zu verschiedenen Lehrern und Institutionen. Nach musikalischer Früherziehung und erstem Klavier- und Schlagzeugunterricht nahm er Kompositionsstunden bei dem Mauricio-Kagel-Schüler Ulrich Kallmeyer.
Er studierte ab 2005 Komposition (Martin Christoph Redel), Schlagzeug (Peter Prommel) und Musiktheorie (André Stärk) an der Hochschule für Musik Detmold sowie Komposition (Gérard Pesson) und Orchestration (Marc-André Dalbavie) am Conservatoire national supérieur de musique et de danse de Paris.
Er spielte als Schlagzeuger und Pianist in verschiedenen Orchestern und Ensembles (u. a. gastweise im Staatsorchester Braunschweig oder im Niedersächsischen Jugendorchester). Von 2004 bis 2005 war er Assistent im Orchesterbüro und Mitarbeiter der Schauspielmusik am Staatstheater Braunschweig. Lembkes Musik wird regelmäßig in ganz Deutschland und im Ausland aufgeführt. Er erhielt u. a. Kompositionsaufträge vom Theater Halberstadt, Staatstheater Braunschweig, Opéra Bastille, Ensemble Horizonte, Ensemble Eutopia und Musik21 Niedersachsen.
Julian Lembke ist Stipendiat der Studienstiftung des Deutschen Volkes, der Cité Internationale des Arts Paris und der Fondation de France. Er lebt in Paris.

## Auszeichnungen
- 2004 und 2005: Bundeswettbewerb Jugend komponiert Jeunesses Musicales
- 2007: 2. Preis des Orchesterkompositionswettbewerbs der 8. Weimarer Frühjahrstage für zeitgenössische Musik
- 2009: John-Cage-Preis der Stadt Halberstadt
- 2011: Preisträger Deutscher Musikwettbewerb[1]
- 2012: Preisträger des internationalen Kompositionswettbewerbs Sofia[2]
- 2013: 3. Preis Günter Bialas-Kompositionswettbewerb[3]

## Werke (Auswahl)
Bühnenwerke:
- Sobald fünf Jahre vergehen, Kammeroper in 3 Akten und 5 Bildern nach Federico García Lorca (2008–10)
- error_403_verboten, Kurzoper, Libretto: Peter Schanz (2009)
- Rose: Rot . Nachtigall: Tot, Kammeroper nach Oscar Wilde, Libretto: Andreas Bisowski (2010–11)
- Maudits les Innocents, Kammeroper, Libretto: Laurent Gaudé (2013/14)[4]
- La Fibre des mots, Szene für Bariton und Orchester nach Yves Navarre (2014)[5]

Orchesterwerke:
- Straßenprotokoll und Klangschlag (Festliche Tage Neuer Musik, 2004)
- „… und es zerbrachen der Luft steinerne Wellen…“ (2006)
- Looking for their line – They find their void (2008)
- “… dann in die Elemente!” (2008)
- Graphics, für Big Band (2006)

Kammermusik:
- Verfärbte Gedanken, 7 Vierteltonstücke für Klavier (2010)
- Dort Dort! auch der träumte!, für Schlagzeug solo (2010)
- Ombrages, für Ensemble (2010)
- Epi-Sommeil, für Schlagzeug und Streichorchester (2012)
- vers les courbes - vert en cavale, für Ensemble (2012)
- Absyrt-Os für Violine, Violoncello und Akkordeon (2014)[6]

Singstimme und Klavier:
- Holzschnitte, 9 Galgenlieder nach Christian Morgenstern für Tenor und Klavier (2008)
- Ich durchstreife deinen Raum, für Mezzosopran und Klavier (2012)